# Копран Ілько
Копран Ілько (рік народження невідомий, село Ланівці, нині Чортківського району Тернопільської області — 28 березня 1941, м. Геффорд, провінція Саскачеван, Канада) — один із українських першопоселенців у Канаді.
Прибувши в цю країну, господарював у Ростерні, згодом — у Геффорді. Поширював пресу, автор споминів із життя піонерів (першопоселенців).